# Tensa
Tensa è una suddivisione dell'India, classificata come census town, di 4.236 abitanti, situata nel distretto di Sundergarh, nello stato federato dell'Orissa. In base al numero di abitanti la città rientra nella classe VI (meno di 5.000 persone).

## Geografia fisica
La città è situata a 21° 55' 28 N e 85° 09' 29 E.

## Società

### Evoluzione demografica
Al censimento del 2001 la popolazione di Tensa assommava a 4.236 persone, delle quali 2.264 maschi e 1.972 femmine. I bambini di età inferiore o uguale ai sei anni assommavano a 518, dei quali 278 maschi e 240 femmine. Infine, coloro che erano in grado di saper almeno leggere e scrivere erano 2.898, dei quali 1.704 maschi e 1.194 femmine.